# 안철수 (대한제국)
안철수(安喆壽, 생몰년 미상)는 조선 시대 후기와 대한제국 시대의 무신, 군인, 관료, 문신이다.
1868년(고종 5) 1월 23일, 병조의 추천으로 인하여 순무영 오위장에 천거되었다. 같은 해 2월 5일에 신병을 이유로 정장을 올려 사퇴하였고, 이후 1876년을 전후하여 문신으로 재기용되면서 규장각 선전관에 올랐다. 1887년(고종 24년) 12월 8일 규장각의 천거로 인하여, 당시 와병중인 규장각 검서관 민기호(閔岐鎬)를 대신하여 규장각 검서관이 되었다. 같은 날 병조의 천거로 인하여 규장각 부사용 직에 임명되었다. 1888년(고종 25) 7월 14일, 6품으로 승진하였다. 같은해 8월 4일 훈련원 부사과가 되었다.
1894년(고종 31) 7월 19일, 14차 정사에서 의금부의 금부도사 직에 임명되었다. 1897년(광무 1) 6월 2일 사례소위원(史禮所委員)이자 의정부 참정 겸 내부대신(議政府 參政 兼 內部大臣)인 남정철(南廷哲)이 사례소 직원으로 천거하여 고종이 허락, 사례소 직원이 되었다. 1897년 10월 22일 중추원 삼등의관이 되었다. 같은 해 11월 17일 부알례 때에 섭태복사관(攝太僕司官)으로 참여한 공로로 어린 말 1필을 선물로 하사받았다. 1898년(광무 2) 1월 20일 중추원 의관에서 의원면직되었다. 같은해 1898년(광무 2) 8월 19일, 중추원 삼등의관 직에 다시 임명되고, 이듬해 1899년 12월 28일 경운궁의 궁궐 담 공사에 참여한 공로로써 가자되었다.

## 참고 문헌
- 한국고전종합
- 승정원일기